# Berger Picard
Le Berger de Picardie, le Berger Picard eller Picard er en gammel fransk hunderace. Den nævnes i 800-tallet i forbindelse med, at Kelterne kom til Picardiet og Pas-de-Calais i Nordfrankrig.
Nogle kilder hævder at kunne spore Picarden helt til tiden omkring Kristi fødsel.
I 1899 blev Picarden for første gang vist på en udstilling i Frankrig – uden dog at blive bedømt, da Præsidenten for den franske hyrdehundeklub nægtede den bedømmelse. I 1912 kom en officiel standard for racen, og først i 1925 kom den officielle godkendelse.
Under 1. Verdenskrig blev Picarden brugt som sanitets-, patrulje- og ordonanshund. Mange Picards døde på ærens mark. De Picards, der var tilbage i de besatte områder, blev brugt af tyskerne i avlen for at forbedre den tyske hyrdehunds, schæferens, pels. Ved krigens slutning var Picarden blevet en meget sjælden hund, idet mange hanhunde måtte lide døden for ikke at give schæferen konkurrence.
Som følge af fødevarerationeringen under 2. Verdenskrig blev Picarden næsten udryddet, da det ikke var muligt at restituere racen under de fattige vilkår. Der var mangel på mad, og kun de hunde, som kunne klare sig selv, overlevede. Racen blev først genetableret i 1953 efter et meget seriøst avlsarbejde med de overlevende hunde. I 1956 blev den franske klub ”Les Amis du Berger Picard” dannet.
Picarden er stadig en sjælden hund. I sit hjemland er der registreret omkring 3.500 hunde. Hvert år registreres i gennemsnit 250 hvalpe. Uden for Frankrig er det en meget sjælden hund, og det anslås, at der på verdensplan er omkring 4.000 Picards.

## Egenskaber
Picarden er en selvstændig hund, som kender sit værd. Den trives godt sammen med andre hunde og er som udgangspunkt venlig overfor såvel mennesker som dyr. Det er en charmerende og nysgerrig hund med masser af livsmod.
Med sit lærenemme og intelligente væsen er der ikke grænser for, hvad en Picard kan bruges til med den rette træning. I Frankrig bruges den til at vogte får, som politi-, lavine- og redningshund. Da den har en god næse, er den er formidabel til sporarbejde og kan bruges som trøffelhund.
Som hyrdehund er den vant til at arbejde selvstændigt og er vant til at træffe beslutninger uden hyrden. Det er derfor vigtigt at hundeføreren tidligt tager ansvaret for samarbejdet, da den ellers kan komme i tvivl om, hvem der bestemmer.
En picard skal trænes med positiv motivation. Klikkertræning fungerer godt til disse hunde. Undgå at gentage træningssekvenser, da picarden vil begynde at kede sig og koncentrere sig om noget andet end træningen. Kærlig konsekvens er nøgleordene, når en picard optages i huset – og træningen begynder med det samme!
Picarden går ikke af vejen for agility og andre former for brugshundesport og arbejde, da den elsker en varieret træning, der kan udfordre den. Den er god til problemløsning og mentale opgaver af enhver art.
En picard er den perfekte følgesvend i naturen på jogging-, cykel- eller vandreture. Sne, regn og rusk betyder intet for en picard, da den er skabt til og nyder at være ude i al slags vejr. Ligeledes elsker den vand. Den er en rigtig vandhund, og det er ligegyldigt, om det er vand, som kan svømmes i eller pjaskes i.

## Familiehund
Picarden er en god familiehund, som knytter sig til hele familien. Den véd ikke noget bedre end at være sammen med sin familie, men den kan være alene hjemme uden de store problemer.
Den behøver hverken meget plads eller en stor have. Den stiller ikke de store krav til sine omgivelser og de forhold, den lever under. Inde er det en meget behersket og rolig hund, og ude sprudler den af energi og livslyst.
Det er nemt at have en picard med på besøg hos venner, familie eller i banken, da den som oftest tålmodigt afventer og slapper af – uanset hvor den er.
Picarden er kendt for, at den kan virke reserveret: det er ikke en hund, som søger kontakt med de fremmede, den møder. Over for gæster er den venlig og interesseret – men den er ikke påtrængende i sin kontakt.
Picarden er en vagtsom og beskyttende hund, som nok skal advare, hvis der kommer ubudne gæster, men den er ikke aggressiv. Af natur er den en velafbalanceret og psykisk stærk hund.
Franskmændene fremhæver dens rolige og stabile temperament og dens store børnevenlighed. Det kan dog aldrig anbefales at lade små børn være alene med en hund uanset (hundens) race, da børn og hunde ikke ”taler” samme kropssprog!
En picard er ikke en modehund, men den er perfekt for den, som ønsker sig en hund, der altid er parat til alle udfordringer. Picarden er et loyalt medlem i enhver familie.

## Sundhed
Picarden er en naturlig hund med et naturligt pjusket udseende. Den kræver ingen særlig pelspleje, idet den hverken skal trimmes eller klippes. Pelsen fælder ikke ret meget, og den holdes fint, hvis den får en tur med børsten et par gange om måneden. Det anbefales, at picarden ikke vaskes for ofte af hensyn til den naturlige balance i huden.
Nogle picards har en del hår på ørerne – især som unghunde. Det er almindeligt og i overensstemmelse med racens standard. Der er nogle franske opdrættere, som er begyndt at trimme hårene på ørerne for at få en pænere og skarpere silhuet på ørerne. Det må være op til den enkelte at vurdere behovet herfor.
Unghunde kan fra ca. 6 – 12 måneder, hvor pelsen omkring øjnene vokser til, have tendens til øjenkatar. Det er uden betydning og kan i langt de fleste tilfælde klares ved at vaske med lidt kogt vand 1-2 gange dagligt, når der er behov for det. 
Nogle picards kan have en tendens til lidt sart mave, hvorfor det kan anbefales at give et godt fuldfoder. Undlad at give for mange forskellige ting ved siden af, men giv gerne hunden gulerødder eller et tyggeben, som er godt for tænderne.
Som hos alle større hunderacer forekommer hofteleds-dysplasi (HD) i racen. HD volder som oftest ikke de store problemer hos picarden, da den trods sin størrelse (55 – 65 cm) er en let hund. Hvis hunden får konstateret HD, er det vigtigt at blive ved at træne og motionere den, da stærke muskler og sener er med til at stabilisere leddet, så slidgigt kan undgås, og et godt hundeliv bibeholdes.
En picard har en forventet levetid på op til 12-14 år.